# Authenticiteit (gegevens)
Het begrip authenticiteit is een kwaliteitskenmerk. Het betreft de mate van betrouwbaarheid van de originaliteit en herkomst van een document, een bericht, een gegeven of een ander object.
In de juridische wereld is de authenticiteit van een document relevant. Een authentieke akte is een document dat door vastlegging in een betrouwbaar register en zekerstelling door de handtekening van een onafhankelijke getuige (een notaris) rechtsgeldig is.
Ook in andere vakgebieden is de authenticiteit van belang. Zo wordt in de archeologie de authenticiteit van vondsten gecontroleerd. In de kunst wordt ook gewaakt voor vervalsing en imitatie (het nabootsen van authentieke, originele werken). In de informatiebeveiliging betekent het dat de herkomst van een bericht onomstotelijk kan worden vastgesteld.

## Bedreigingen
De authenticiteit van een gegeven kan door verschillende bedreigingen worden aangetast. Te denken valt aan:
- namaak
- fraude, verduistering en diefstal
- bedreiging van de originele eigenaar of verzender
- misbruik van andermans identiteit
- ICT-bedreigingen
  - computerkraker
  - computervirus

## Maatregelen
De authenticiteit van een bericht of een gegeven kan worden gewaarborgd door het treffen van maatregelen.
- digitale ondertekening met een certificaat (PKI)
- fysieke beveiligingsmaatregelen, zoals een verzegelde envelop in een kluis